# Obsjtina Bojtjinovtsi
Obsjtina Bojtjinovtsi (bulgariska: Община Бойчиновци) är en kommun i Bulgarien.   Den ligger i regionen Montana, i den nordvästra delen av landet, 90 km norr om huvudstaden Sofia.
Obsjtina Bojtjinovtsi delas in i:
- Vladimirovo
- Gromsjin
- Erden
- Lechtjevo
- Madan
- Mărtjevo
- Ochrid
- Beli brod
- Kobiljak
- Portitovtsi

Följande samhällen finns i Obsjtina Bojtjinovtsi:
- Bojtjinovtsi

Trakten runt Obsjtina Bojtjinovtsi består till största delen av jordbruksmark. Runt Obsjtina Bojtjinovtsi är det ganska glesbefolkat, med 36 invånare per kvadratkilometer.